# Joukhaislompola
Joukhaislompola är en sjö i kommunen Enare i landskapet Lappland i Finland. Arean är 36 hektar och strandlinjen är 5,67 kilometer lång. Sjön  ingår i Pasvik älvs huvudavrinningsområde.   Den ligger omkring 340 kilometer norr om Rovaniemi och omkring 1000 kilometer norr om Helsingfors. 
Söder om Joukhaislompola ligger Siltaluovanlompolo och Joukhaislompola ligger söder om Karekkijärvet (södra). 